# Bevrijdingsmonument (Noorbeek)

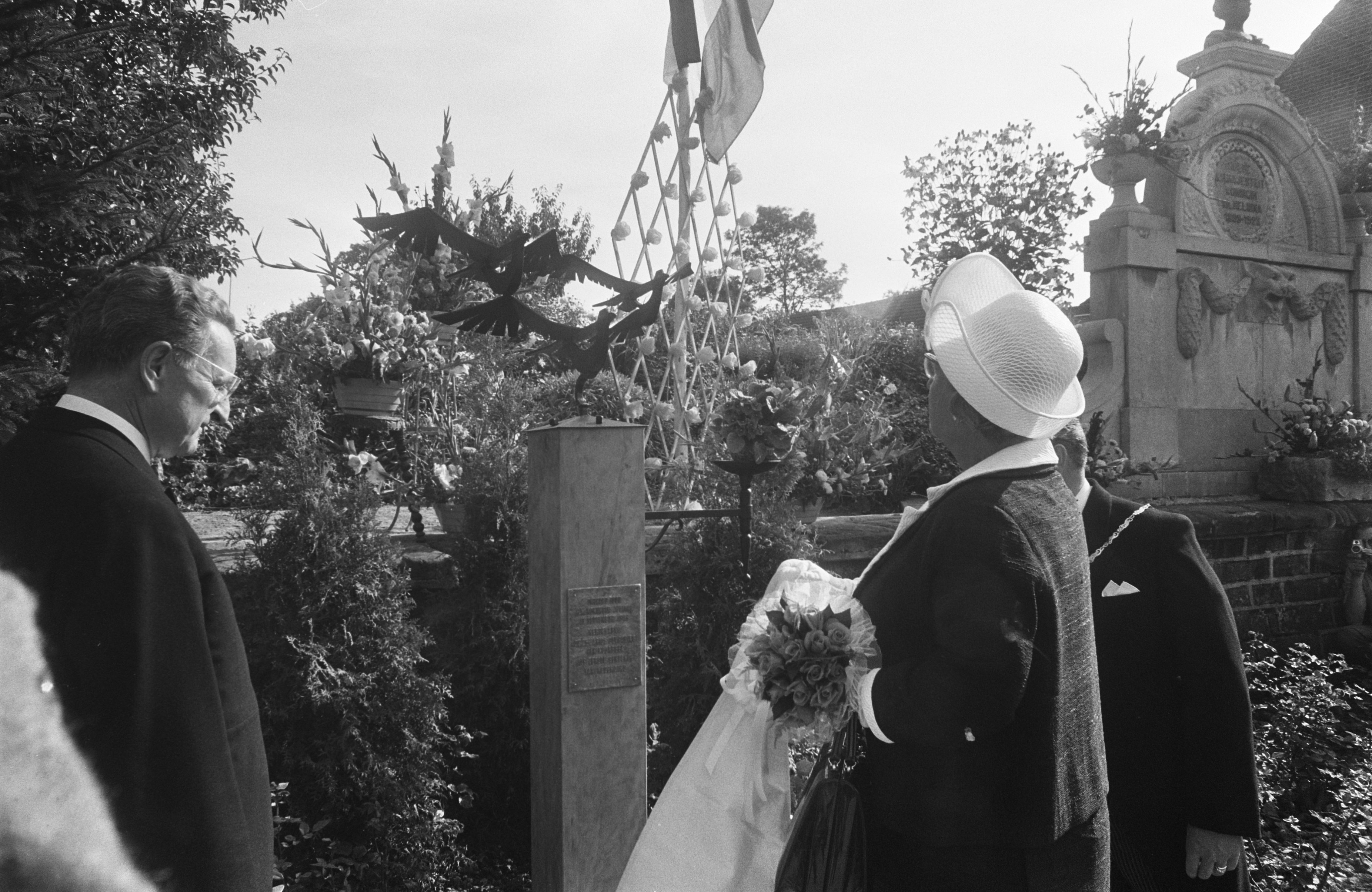
Koningin Juliana onthult het monument in 1969 (met rechts het Wilhelminamonument).

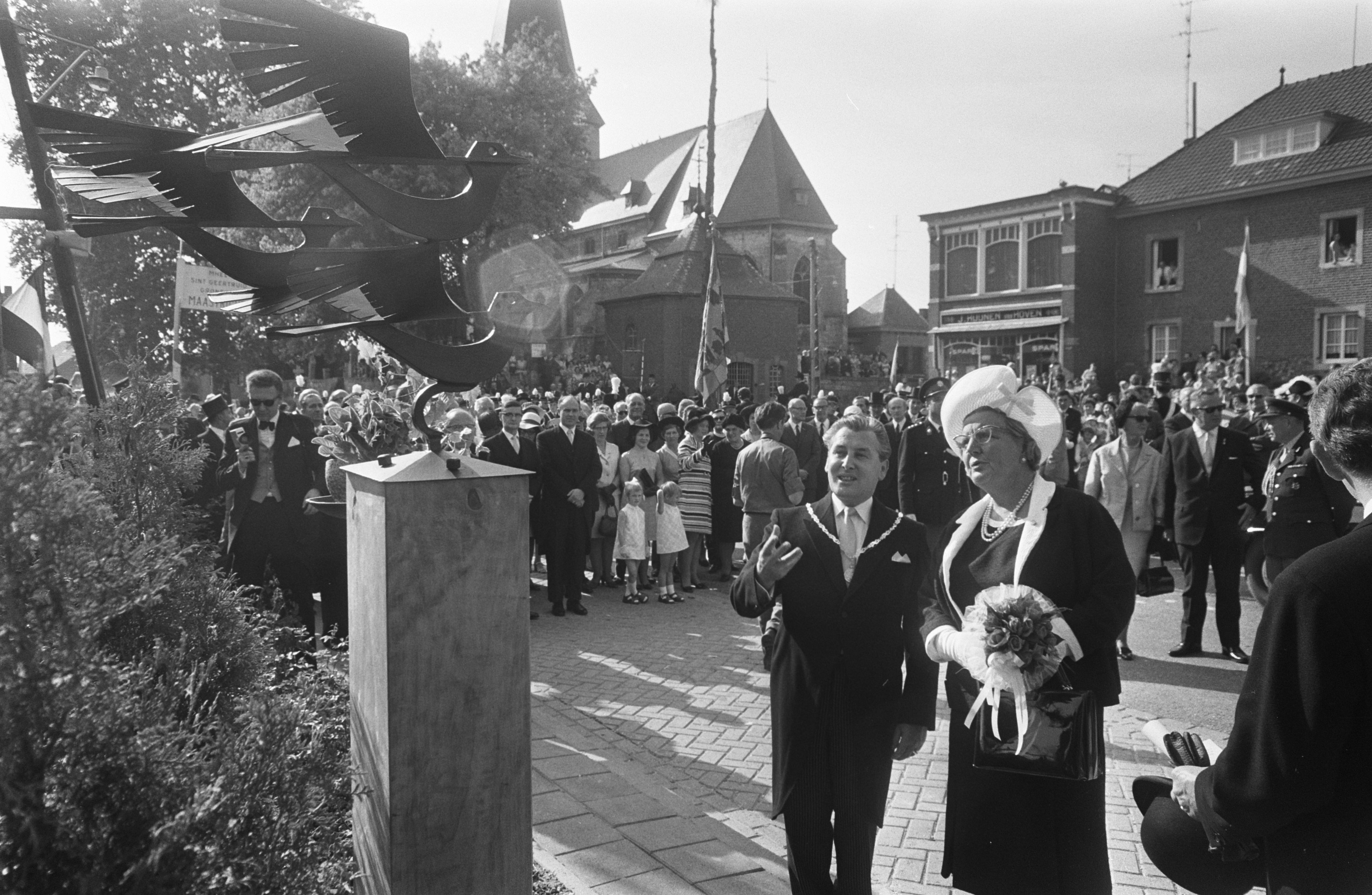
Burgemeester Léon Bogman, koningin Juliana en op de achtergrond de Sint-Brigidakerk.

Het Bevrijdingsmonument bevindt zich aan de Pley, nabij de Sint-Brigidakerk in het Nederlands Limburgse Noorbeek. Het monument werd op 13 september 1969 onthuld door koningin Juliana, ter herinnering aan de vijfentwintigjarige herdenking van de bevrijding door de geallieerden aan het einde van de Tweede Wereldoorlog in september 1944.

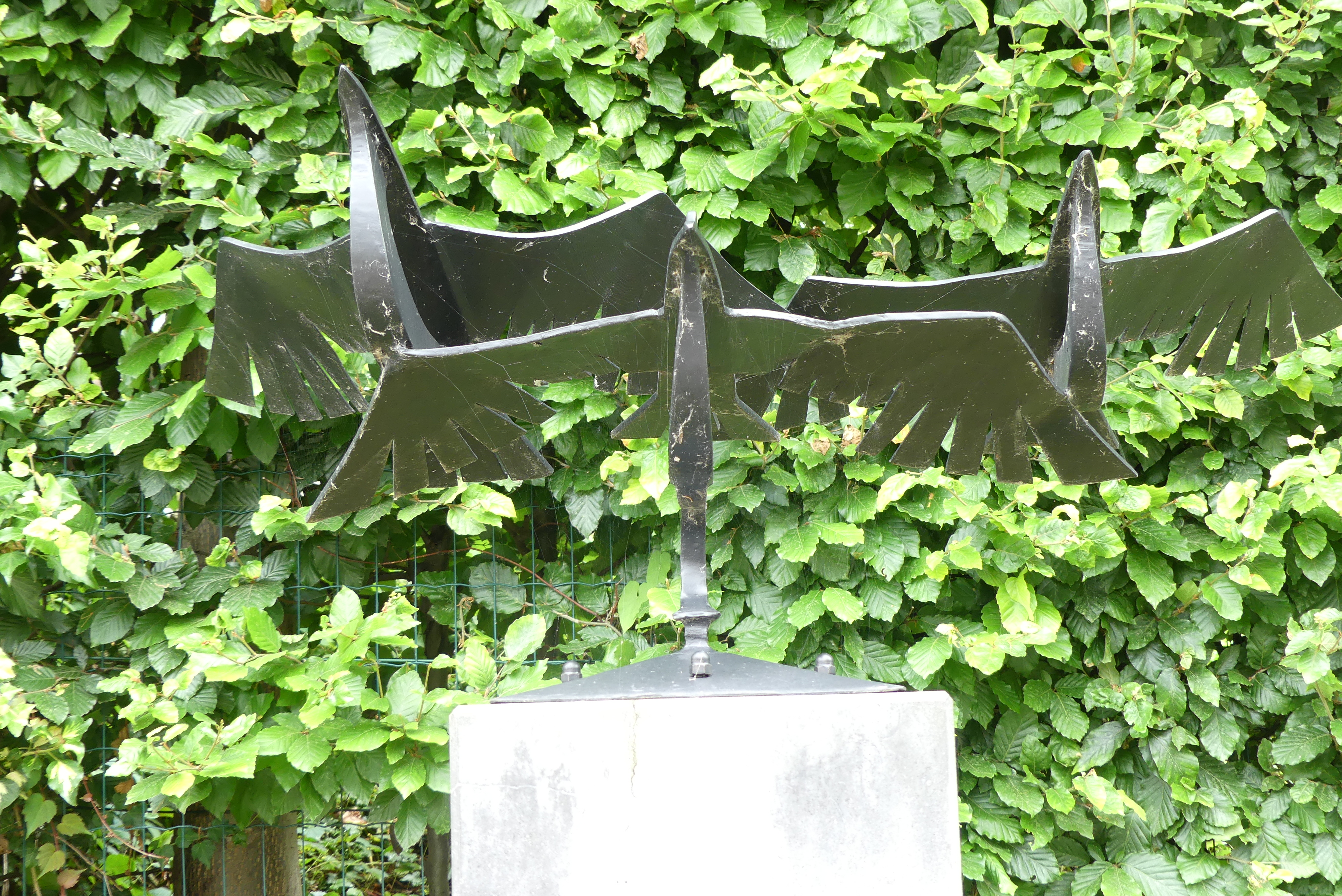
De drie vliegende duiven.

## Bevrijding
Bijna 4,5 jaar na de Duitse invasie staken in de morgen van dinsdag 12 september 1944 de eerste geallieerden bij Mesch de Nederlandse grens over. Op die dag werden de dorpen Mesch, Mheer en Noorbeek bevrijd, waarop de burgemeester van Noorbeek, Joseph Nahon, om 17:30 uur de Nederlandse vlag uitstak op het gemeentehuis en telegrammen stuurden naar koningin Wilhelmina, waarin hij meldt de "eerste bevrijde gemeente in Limburg" te zijn. Even later stuurde de burgemeester van Mheer een vergelijkbaar telegram. Historicus Loe de Jong stelde daarom in zijn boek Het Koninkrijk der Nederlanden in de Tweede Wereldoorlog dat Noorbeek de eerst bevrijde gemeente was. Mesch was weliswaar het eerste bevrijde dorp, maar het was een jaar ervoor opgeheven als zelfstandige gemeente en bij Eijsden gevoegd. Echter de gemeentes Noorbeek en Mheer waren op 12 september nog niet volledig bevrijd: in Noorbeek werd buurtschap Hoogcruts pas een dag later bevrijd en ook het dorp Banholt (behorend tot de gemeente Mheer) werd pas op 13 september bevrijd.
Op 12 september 1944 sneuvelde vlak buiten Noorbeek de eerste geallieerde soldaat op Nederlands grondgebied: de Amerikaanse sergeant Roy L. Booher. Een monument langs de doorgaande weg tussen Noorbeek en Hoogcruts herinnert hieraan.

## Monument
Het Bevrijdingsmonument is ontworpen door Sjef Eymael en uitgevoerd door kunstsmid Jef Wanders uit Noorbeek. Het is een bronzen beeldengroep van drie vliegende duiven die symbool staan voor de bevrijding die vanuit het zuiden het land in kwam via de grensplaats Noorbeek. Oorspronkelijk stond het monument op een houten paal met een bronzen plaquette. Inmiddels is de houten paal vervangen door een stenen zuil. Elk jaar op 12 september en op 4 mei vindt er een herdenking plaats bij het monument.

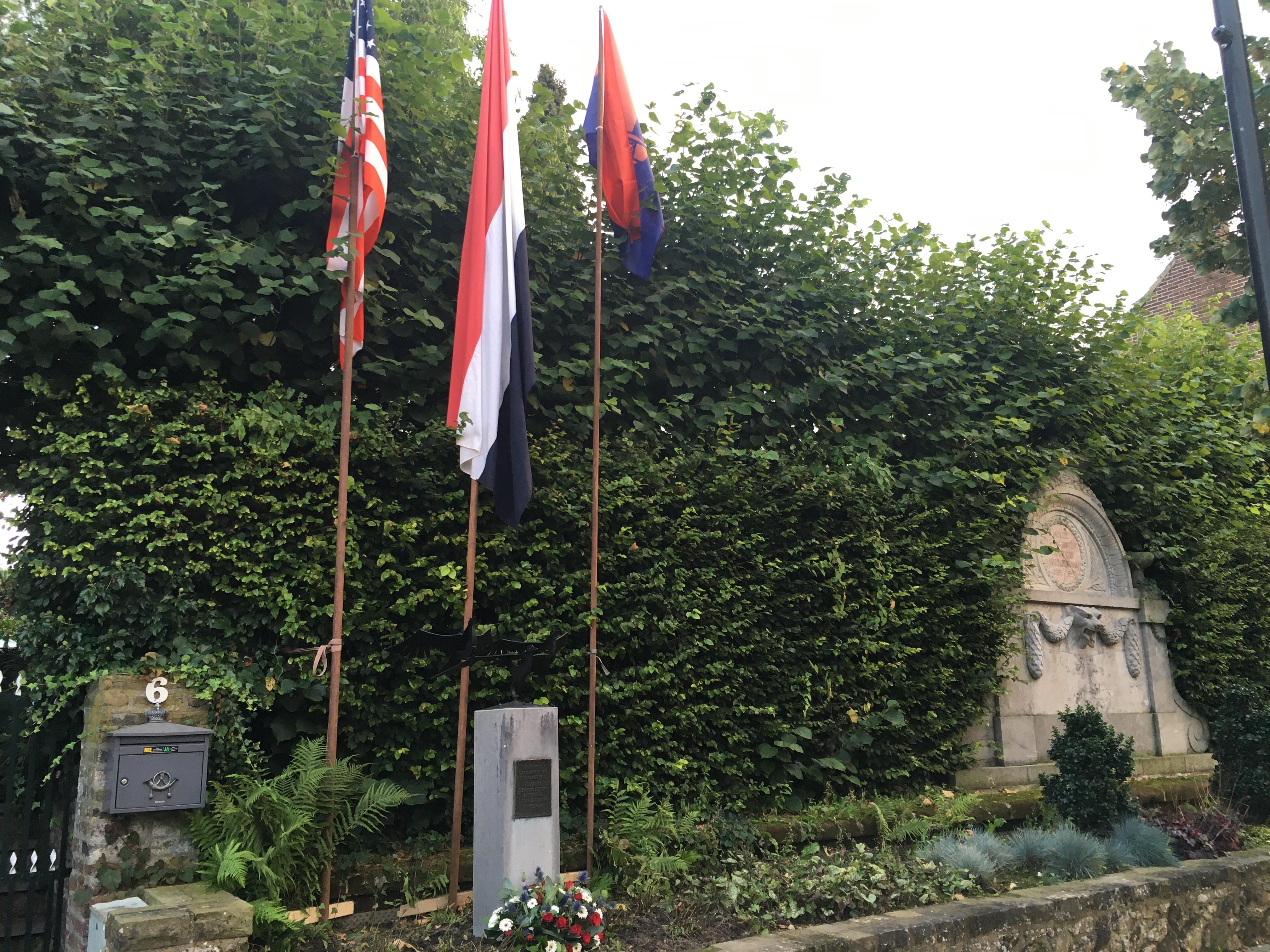
Het Bevrijdingsmonument en rechts het Wilhelminamonument met de Amerikaanse, Nederlandse en Old-Hickoryvlag, tijdens de herdenking op 12 september 2021.

Op de bronzen plaquette staat de volgende tekst:

ONTHULD DOOR
H. M. KONINGIN JULIANA
13 SEPTEMBER 1969
HERDENKEND
DE 25-JARIGE BEVRIJDING
VAN NOORBEEK
ALS EERSTE GEMEENTE
VAN NEDERLAND

Rechts van het Bevrijdingsmonument staat het Wilhelminamonument dat in 1923 werd geplaatst ter herinnering aan het vijfentwintigjarig regeringsjubileum van koningin Wilhelmina, de moeder van Juliana.